# Calymmachernes angulatus
Calymmachernes angulatus är en spindeldjursart som beskrevs av Beier 1954. Calymmachernes angulatus ingår i släktet Calymmachernes och familjen blindklokrypare. Inga underarter finns listade.